# Edith Mathis

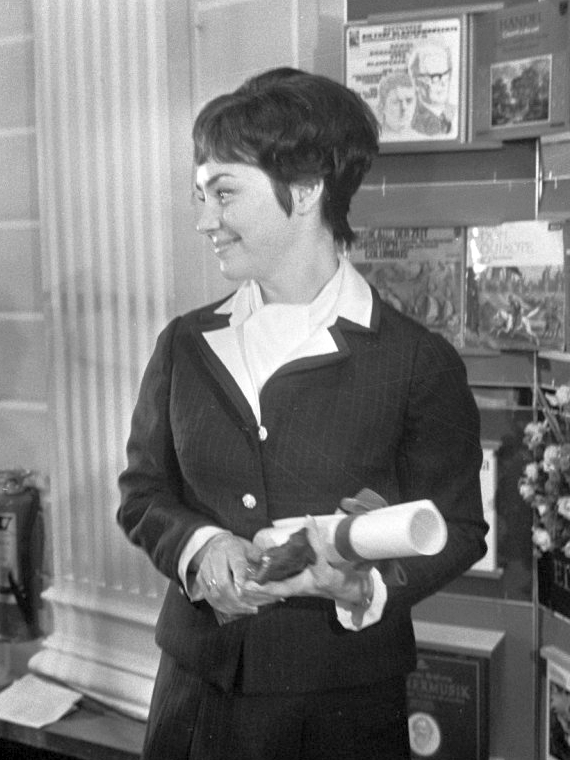
Edith Mathis, Amsterdam 1969

Edith Mathis (* 11. Februar 1938 in Luzern; † 9. Februar 2025 in Salzburg) war eine Schweizer Opernsängerin (lyrischer Sopran) und Hochschullehrerin. Sie galt als eine der profiliertesten Mozart-Interpretinnen ihrer Zeit.

## Leben
Edith Mathis studierte an den Konservatorien Luzern und Zürich (bei Elisabeth Bossart). Ihre ersten Bühnenerfahrungen sammelte sie in ihrer Heimatstadt. Dort gab sie 1957 ihr Debüt als 2. Knabe in Mozarts Zauberflöte. Von 1959 bis 1963 war die junge Sopranistin vier Jahre Ensemblemitglied des Opernhauses in Köln, ab 1963 der Deutschen Oper Berlin. Gleichzeitig führten Edith Mathis Gastspiele an die Staatsoper Hamburg, zum Glyndebourne Festival und immer wieder zu den Salzburger Festspielen. Weitere wichtige Stationen ihrer Karriere waren unter anderem: Covent Garden Opera London, Bayerische Staatsoper München, Metropolitan Opera New York, Wiener Staatsoper, Gran Theatre del Liceu Barcelona, Opéra de Paris. Besondere Höhepunkte ihrer künstlerischen Laufbahn waren ihre Teilnahme an den Uraufführungen der Opern Der Zerrissene von Gottfried von Einem am 17. September 1964 an der Hamburgischen Staatsoper, Der junge Lord von Hans Werner Henze am 7. April 1965 am Deutschen Opernhaus Berlin und Hilfe, Hilfe, die Globolinks von Gian Carlo Menotti am 21. Dezember 1968 an der Hamburgischen Staatsoper.
Edith Mathis’ Repertoire erstreckte sich von den leichten lyrischen Partien Mozarts (Despina, Cherubino, Susanna, Zerlina) bis zum jugendlichen Fach (Agathe / Der Freischütz, Marschallin / Der Rosenkavalier, Contessa / Die Hochzeit des Figaro). Sie sang unter Herbert von Karajan, Karl Böhm sowie Karl Richter einige ihrer bedeutendsten Schallplatteneinspielungen (DGG, EMI, Philips usw.). Sowohl ihr Ännchen im Freischütz als auch ihre Susanna in Le Nozze di Figaro gelten als massstäblich. Auch als Kunstlied- und Oratoriensängerin machte sich Edith Mathis einen Namen. Besonders am Herzen lag ihr die geistliche Musik von Johann Sebastian Bach. Ihr Vortrag bestach vor allem durch musikalische Ausdruckskraft und Stimmschönheit.
1979 wurde Edith Mathis zur bayerischen Kammersängerin ernannt. Von 1992 bis 2006 war sie Professorin für Lied- und Oratorieninterpretation an der Universität für Musik und darstellende Kunst Wien. 2001 trat sie von der Bühne zurück. Sie leitete zahlreiche Meisterkurse in Europa, Japan, Korea, Kanada und in den USA. Eine ihrer Schülerinnen war Diana Damrau.
Edith Mathis war lange Zeit mit dem Dirigenten Bernhard Klee verheiratet, und zuletzt mit dem Kunstsammler Heinz Slunecko. Im Februar 2025 starb sie zwei Tage vor ihrem 87. Geburtstag in Salzburg.

## Auszeichnungen
- 1976: Mozart-Medaille der Internationalen Stiftung Mozarteum Salzburg
- 1978: Hans Reinhart-Ring
- 1978: Kunst- und Kulturpreis der Stadt Luzern
- 1979: Bayerische Kammersängerin
- 1981: Buxtehude-Preis des Lübecker Senats
- Prix Mondial du Disque (Montreux)

## Diskografie (Auswahl)
- Johann Sebastian Bach: Kantaten (Gesamteinspielung), Münchener Bach-Chor, Münchener Bach-Orchester, Solisten, Dirigent: Karl Richter (1958–1979).
- Mozart: Don Giovanni Gürzenich-Orchester, Dirigent: Wolfgang Sawallisch (1960).
- Johann Sebastian Bach: Der Streit zwischen Phoebus und Pan. Dramma per Musica ("Geschwinde, ihr wirbelnden Winde"). Kantate BWV 201. Edith Mathis, Sopran, u. a., Figuralchor der Gedächtniskirche und Bach-Collegium Stuttgart, Dirigent: Helmuth Rilling (Musiker). Kassel usw., Bärenreiter-Musicaphon BM 30 SL 1352 (1966).
- Mozart: Die Hochzeit des Figaro (deutsch), Staatskapelle Dresden, Dirigent: Otmar Suitner, 1966.
- Mozart: Die Hochzeit des Figaro, Orchester der Deutschen Oper Berlin, Dirigent: Karl Böhm (1968).
- Richard Strauss: Der Rosenkavalier, Wiener Philharmoniker, Dirigent: Karl Böhm, 1969.
- Dietrich Buxtehude: [5] Kantaten – Cantatas – Cantates. Edith Mathis, Sopran; Friedrich Melzer, Tenor; Jakob Stämpfli, Bass; Schola Cantorum Basiliensis mit Originalinstrumenten, Dirigent: Hans-Martin Linde. Hamburg, Archiv-Produktion der Deutschen Grammophon-Gesellschaft 2533 073 (1970).
- Carl Maria von Weber: Der Freischütz, Staatskapelle Dresden, Dirigent: Carlos Kleiber (1973).
- Johann Sebastian Bach: Weichet nur, betrübte Schatten. Kantate BWV 202 und Ich bin in mir vergnügt (Von der Vergnügsamkeit). Kantate BWV 204. Edith Mathis, Sopran; Kammerorchester Berlin, Dirigent: Peter Schreier. Berlin, Eterna  8 27 030 (1976).
- Johann Sebastian Bach: Schweigt stille, plaudert nicht. Kantate BWV 211 (Kaffeekantate) und Mer han en neue Oberkeet. Kantate BWV 212 Cantate burlesque (Bauernkantate). Peter Schreier, Tenor; Theo Adam, Baß, Kammerorchester Berlin, Dirigent: Peter Schreier. Berlin, Eterna 8 26 874 (1977).
- Mozart: Don Giovanni, Wiener Philharmoniker, Dirigent: Karl Böhm (1977).
- Gustav Mahler: Sinfonie Nr. 4 G-Dur, Berliner Philharmoniker, Dirigent: Herbert von Karajan, 1979. LP 30 cm Stereo (und Musiccassette). Hamburg, Deutsche Grammophon 2531 205 (1979).
- Mozart: Idomeneo, Staatskapelle Dresden, Dirigent: Karl Böhm, 1979.
- Mozart: La clemenza di Tito, Staatskapelle Dresden, Dirigent: Karl Böhm, 1979.
- Johann Sebastian Bach: Matthäus-Passion (Auszüge), Münchener Bach-Chor, Münchener Bach-Orchester, Solisten, Dirigent: Karl Richter (1980).
- Robert Schumann: Frauenliebe und -leben, Christoph Eschenbach (Klavier), 1981.
- Franz Schubert: Lazarus D 689. Salve Regina D 676. Radio-Sinfonieorchester Stuttgart, Dirigent: Gabriel Chmura. Orfeo, München. 2 LPs, S 011822 H (1982).
- Schumann: Szenen aus Goethes Faust, Dirigent: Bernhard Klee, 1982.
- Albert Lortzing: Der Wildschütz, Staatskapelle Berlin, Dirigent: Bernhard Klee (1984).
- Wolfgang Amadeus Mozart: Requiem, Wiener Philharmoniker, Dirigent: Karl Böhm (1985).
- Mozart: Krönungsmesse, Symphonieorchester des Bayerischen Rundfunks, Dirigent: Rafael Kubelik (1984).
- Mozart: Die Zauberflöte, Berliner Philharmoniker, Dirigent: Herbert von Karajan (1984).
- Otto Nicolai: Die lustigen Weiber von Windsor, Staatskapelle Berlin, Dirigent: Bernhard Klee (1984).
- Mozart: Don Giovanni, Symphonieorchester des Bayerischen Rundfunks, Dirigent: Rafael Kubelik (1985).
- Alexander von Zemlinsky: Kleider machen Leute, Orchester des Zürcher Opernhauses, Dirigent: Ralf Weikert (1991).
- Mozart: Krönungsmesse, Staatskapelle Dresden, Dirigent: Peter Schreier (1993).